# Grosrouvres
Grosrouvres è un comune francese di 52 abitanti situato nel dipartimento della Meurthe e Mosella nella regione del Grand Est.

## Società

### Evoluzione demografica
Abitanti censiti